# Georges Trouillot

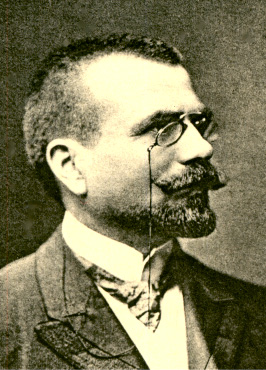
Georges Trouillot

Georges Marie Denis Gabriel Trouillot (* 7. Mai 1851 in Champagnole, Département Jura; † 21. November 1916 im 6. Arrondissement („Arrondissement du Luxembourg“), Paris) war ein französischer Politiker der Radical indépendant (RI), der unter anderem Mitglied der Abgeordnetenkammer und des Senats war und mehrere Ministerämter in verschiedenen Kabinetten bekleidete.

## Leben
Georges Marie Denis Gabriel Trouillot absolvierte nach dem Schulbesuch zunächst ein Studium im Fach Klassische Altertumswissenschaft am Jesuitenkolleg Collège de l’Arc in Dole und anschließend ein Studium der Rechtswissenschaften an der Universität Lyon. Nach seiner anwaltlichen Zulassung nahm er eine Tätigkeit als Rechtsanwalt in Lons-le-Saunier und wurde am 2. August 1870 zum Leutnant der Nationalen Mobilgarde des Département Jura ernannt. Er beteiligte er sich aktiv an der Anti-Plebiszit-Kampagne im März 1870, begann zu diesem Zeitpunkt begann eine langjährige Zusammenarbeit mit lokalen Zeitungen republikanischer Prägung und war einer der Gründer der Tageszeitung L’Union républicaine du Jura. Er war Mitglied des Generalrates des Département Jura und vertrat in diesem den Kanton Beaufort. Er war ferner von 1877 bis 1884 Mitglied des Gemeinderates und später Bürgermeister von Lons-le-Saunier. Des Weiteren wurde er 1889 Präsident der Anwaltskammer. Am 6. Oktober 1889 wurde er für die Radical indépendant (RI) erstmals zum Mitglied der Abgeordnetenkammer (Chambre des députés) gewählt und vertrat in dieser nach seinen Wiederwahlen am 22. September 1889, 20. August 1893, 8. Mai 1898, 27. April 1902 zwischen dem 12. November 1889 und dem 19. Januar 1906 für die Radikale Linke das Département Jura. Zuleich fungierte er zwischen 1894 und seinem Tode 1916 als Präsident des Generalrates des Département Jura.
Im Kabinett Brisson II bekleidete Trouillot zwischen dem 28. Juni und dem 26. Oktober 1898 bekleidete er das Amt des Ministers für die Kolonien (Ministre des Colonies). Am 7. Juni 1902 übernahm er im Kabinett Combes den Posten als Minister für Handel, Industrie, Post und Telegrafie (Ministre du Commerce, de l’Industrie, des Postes et Télégraphes) und behielt diesen bis zum 18. Januar 1905. Als Nachfolger von Fernand Dubief fungierte er im Kabinett Rouvier II sowie im Kabinett Rouvier III vom 12. November 1905 bis zum 14. März 1906 abermals als Minister für Handel, Industrie, Post und Telegrafie.
Am 7. Januar 1906 wurde Georges Trouillot zum Mitglied des Senats gewählt und vertrat in diesem bis zu seinem Tode am 21. November 1916 das Département Jura. Am 24. Juli 1909 wurde er noch einmal als Minister für die Kolonien in das Kabinett Briand I berufen und übte dieses Ministeramt bis zum 3. November 1910 aus. Nach seinem Tode wurde er auf dem Friedhof von Plainoiseau beigesetzt.